# Higasi Keigo
Higasi Keigo (東慶悟; Keigo Higashi; Kitakjúsú, 1990. július 20. –) japán labdarúgó, az FC Tokyo középpályása, de csatárként is bevethető.